# Климат Москвы
Климат Москвы — влажный умеренно континентальный, с сильным влиянием атлантического морского, с чётко выраженной сезонностью.
На климат города оказывают влияние географическое положение (в зоне умеренного климата в центре Восточно-Европейской равнины, что позволяет свободно распространяться волнам тепла и холода); отсутствие крупных водоёмов, что способствует довольно большим колебаниям температуры; а также влияние Гольфстрима, вызванное атлантическими и средиземноморскими циклонами, обеспечивающими относительно высокую температуру в зимний период по сравнению с другими населёнными пунктами, расположенными восточнее на той же широте, и высокий уровень атмосферных осадков.

## Общая характеристика
По данным наблюдений 1991—2020 годов самым холодным месяцем года в Москве является январь (средняя температура −6,2 °C), почти такой же холодный месяц февраль (−5,9 °C). Самый тёплый месяц — июль (средняя температура +19,7 °C). Самым холодным месяцем по среднемесячной температуре за всю историю наблюдений был январь 1893 года (−21,6 °C), самым тёплым — июль 2010 года (+26,0 °C).
За год в Москве и прилегающей к ней территории выпадает 600—700 мм атмосферных осадков (рекордным стал 1952 год — 892 мм), причём больше всего выпадает в летние месяцы, а меньше всего — в феврале, марте и апреле. Самым сухим за всё время измерений был 1920 год, когда выпало 338 мм осадков, на ВДНХ — 1964 и 1972 годы (по 397 мм). В черте города отмечается убывание количества осадков в направлении с северо-запада на юго-восток.
Нередким явлением на территории Москвы являются туманы. Наблюдать их можно в течение всего года. Возможно, скоплению влаги в атмосфере способствует активное влияние промышленных предприятий и транспорта.
- Среднегодовая температура — 6,3 °C (за последнее десятилетие +7,5 °C[2], в рекордно тёплом 2020 году она достигла 8 °С[3], а в 2024 году этот рекорд был повторён с точностью до 0,1 °C[4]).
- скорость ветра — 2,3 м/с
- Среднегодовая влажность воздуха — 76 %
- Среднегодовое количество часов солнечного сияния — 1731 час[5], в 2007 и 2014 годах — более 2000 часов[6]. При этом наблюдается тенденция к уменьшению продолжительности солнечного сияния поздней осенью и зимой и к увеличению весной и летом. Июль 2014 года стал самым солнечным июлем за всё время измерений с 1955 года с продолжительностью солнечного сияния 411 часов, а весь 2014 год стал рекордно солнечным в XXI веке с продолжительностью солнечного сияния 2168 часов.

Свои особенности имеет воздушный режим Москвы: воздушные потоки как бы стекаются в центральную часть города, принося с собой атмосферные осадки или зной. Во многом это обусловлено особенностями рельефа и разницей температур в центре столицы и периферии. Так, в северном, южном и центральном районах Москвы существуют зоны с достаточно плотной жилой застройкой, для которых характерны низкая скорость ветра (1—2 м/с) и частая повторяемость штилей весной и летом.
Как правило, температура в центральных районах столицы выше, чем на окраинах и за городом, что особенно ощутимо в ночное время в период морозов зимой и заморозков весной и осенью, когда разница температур может доходить до 5—7 °C, но в пасмурную и дождливую погоду она часто отсутствует либо незначительна, не более 1—3 °C. Это подтверждается тем фактом, что показания метеостанции на ВВЦ, расположенной на севере города (данные именно с этой метеостанции являются официальными и используются в СМИ для определения фактической погоды и температурных рекордов в Москве), обычно на 1—2 °C ниже значений метеостанции на Балчуге, расположенной в центре города. Абсолютный минимум температуры на ней равен −38,1 °C, а абсолютный максимум +38,2 °C.
2010 год в Москве занял первое место по числу суточных рекордов максимальной температуры (28), однако из-за холодного января год не стал самым тёплым в истории. При этом новые рекорды минимальной суточной температуры в городе не фиксировались уже более 25 лет — с 30 ноября 1998 года.

## Климатограмма
| Показатель                    | Янв.  | Фев.  | Март  | Апр. | Май  | Июнь | Июль | Авг. | Сен. | Окт.  | Нояб. | Дек.  | Год   |
| ----------------------------- | ----- | ----- | ----- | ---- | ---- | ---- | ---- | ---- | ---- | ----- | ----- | ----- | ----- |
| Абсолютный максимум, °C       | 8,6   | 8,3   | 19,7  | 28,9 | 33,2 | 34,8 | 38,2 | 37,3 | 32,3 | 24    | 16,2  | 9,6   | 38,2  |
| Средний суточный максимум, °C | −3,9  | −3    | 3,0   | 11,7 | 19,0 | 22,4 | 24,7 | 22,7 | 16,4 | 8,9   | 1,6   | −2,3  | 10,1  |
| Средняя температура, °C       | −6,2  | −5,9  | −0,7  | 6,9  | 13,6 | 17,3 | 19,7 | 17,6 | 11,9 | 5,8   | −0,5  | −4,4  | 6,3   |
| Средний суточный минимум, °C  | −8,7  | −8,8  | −4,2  | 2,3  | 8,1  | 12,2 | 14,8 | 13,0 | 8,0  | 3,0   | −2,4  | −6,5  | 2,6   |
| Абсолютный минимум, °C        | −42,1 | −38,2 | −32,4 | −21  | −7,5 | −2,3 | 1,3  | −1,2 | −8,5 | −20,3 | −32,8 | −38,8 | −42,1 |
| Норма осадков, мм             | 53    | 44    | 39    | 37   | 61   | 78   | 84   | 78   | 66   | 70    | 52    | 51    | 713   |
| Источник: Погода и Климат     |       |       |       |      |      |      |      |      |      |       |       |       |       |

| Показатель                        | Янв. | Фев. | Март | Апр. | Май  | Июнь | Июль | Авг. | Сен. | Окт. | Нояб. | Дек. | Год   |
| --------------------------------- | ---- | ---- | ---- | ---- | ---- | ---- | ---- | ---- | ---- | ---- | ----- | ---- | ----- |
| Средний суточный максимум, °C     | −4,8 | −2,5 | 3,0  | 11,3 | 19,9 | 23,0 | 24,8 | 23,6 | 16,8 | 8,7  | 2,1   | −1,5 | 10,4  |
| Средняя температура, °C           | −6,6 | −4,7 | −0,4 | 6,8  | 14,6 | 17,8 | 19,9 | 18,5 | 13,0 | 6,3  | 0,6   | −2,9 | 6,9   |
| Средний суточный минимум, °C      | −8,3 | −7   | −3,8 | 2,3  | 9,3  | 12,7 | 15,0 | 13,5 | 9,2  | 3,9  | −0,9  | −4,3 | 3,5   |
| Среднее число дней с осадками     | 22,5 | 15,6 | 14,2 | 13,1 | 13,3 | 12,8 | 15,1 | 12,5 | 13,5 | 15,1 | 16,0  | 21,0 | 184,8 |
| Норма осадков, мм                 | 55,7 | 40,2 | 39,3 | 41,6 | 77,8 | 81,2 | 92,1 | 66,7 | 70,5 | 60,2 | 50,2  | 55,3 | 730,7 |
| Источник: www.weatheronline.co.uk |      |      |      |      |      |      |      |      |      |      |       |      |       |

| Солнечное сияние, часов за месяц, 2001—2011 | Солнечное сияние, часов за месяц, 2001—2011 | Солнечное сияние, часов за месяц, 2001—2011 | Солнечное сияние, часов за месяц, 2001—2011 | Солнечное сияние, часов за месяц, 2001—2011 | Солнечное сияние, часов за месяц, 2001—2011 | Солнечное сияние, часов за месяц, 2001—2011 | Солнечное сияние, часов за месяц, 2001—2011 | Солнечное сияние, часов за месяц, 2001—2011 | Солнечное сияние, часов за месяц, 2001—2011 | Солнечное сияние, часов за месяц, 2001—2011 | Солнечное сияние, часов за месяц, 2001—2011 | Солнечное сияние, часов за месяц, 2001—2011 | Солнечное сияние, часов за месяц, 2001—2011 |
| Месяц                                       | Янв                                         | Фев                                         | Мар                                         | Апр                                         | Май                                         | Июн                                         | Июл                                         | Авг                                         | Сен                                         | Окт                                         | Ноя                                         | Дек                                         | Год                                         |
| Солнечное сияние, ч                         | 37                                          | 65                                          | 142                                         | 213                                         | 274                                         | 299                                         | 323                                         | 242                                         | 171                                         | 89                                          | 33                                          | 14                                          | 1902                                        |
| УФ-индекс                                   | 0                                           | 1                                           | 2                                           | 3                                           | 5                                           | 6                                           | 6                                           | 5                                           | 3                                           | 1                                           | 1                                           | 0                                           | 3                                           |
| ------------------------------------------- | ------------------------------------------- | ------------------------------------------- | ------------------------------------------- | ------------------------------------------- | ------------------------------------------- | ------------------------------------------- | ------------------------------------------- | ------------------------------------------- | ------------------------------------------- | ------------------------------------------- | ------------------------------------------- | ------------------------------------------- | ------------------------------------------- |

Все месячные минимумы и годовой минимум температуры воздуха были зарегистрированы ещё в конце XIX или в первой половине XX века, в то время как на начало XXI столетия приходится уже 9 из 12 месячных максимумов температуры: январь и май 2007 года; март 2014 года; апрель 2012 года; июнь 2021 года; июль и август 2010 года; ноябрь 2013 года и декабрь 2008 года, а также годовой максимум.

## Метеостанции Москвы
- Метеостанция Москва (ВДНХ) (работает с 1948 года), расположенная на севере города (ныне опорная метеостанция Москвы).
- Метеостанция Москва, обсерватория МГУ (работает с 1954 года), на юго-западе города.
- Метеостанция Москва, обсерватория им. Михельсона (Тимирязевская сельскохозяйственная академия) — обсерватория имени В. А. Михельсона, на севере города (с 1879 года по май 1948 года являлась опорной метеостанцией Москвы).
- Метеостанция Москва (Балчуг), в центре города, вблизи Кремля, работает с 1946 года.
- Метеостанция Москва (Тушино) (работает с 1987 года) на северо-западе города.
- Метеостанция Немчиновка (на западе города, рядом с МКАД).
- Метеостанция Москва (Михайловское) (работает с 1961 года).
- Метеорологический пост Москва (Измайлово) (работает с 1971 года) на востоке города.

Кроме того, используется информация метеорологических станций, расположенных на территории московских аэропортов Внуково и Остафьево, подмосковных аэропортов Жуковский (аэропорт), Домодедово и Шереметьево . Так же на территории города существовали другие, ныне закрытые метеорологические станции: Москва (Крылатское), Москва (Лосиноостровская), Ленино-Дачное, а ещё метеорологические посты: Москва (Тёплый стан), Москва (ЗИЛ), Москва (Хорошёво), Белорусский вокзал, Москва (Карачарово). Кроме того по программе увеличения метеорологической сети были установлены автоматические метеорологические станции: Москва (Бутово), Москва (Строгино), Москва (Толстопальцево).

## Сезоны

### Зима

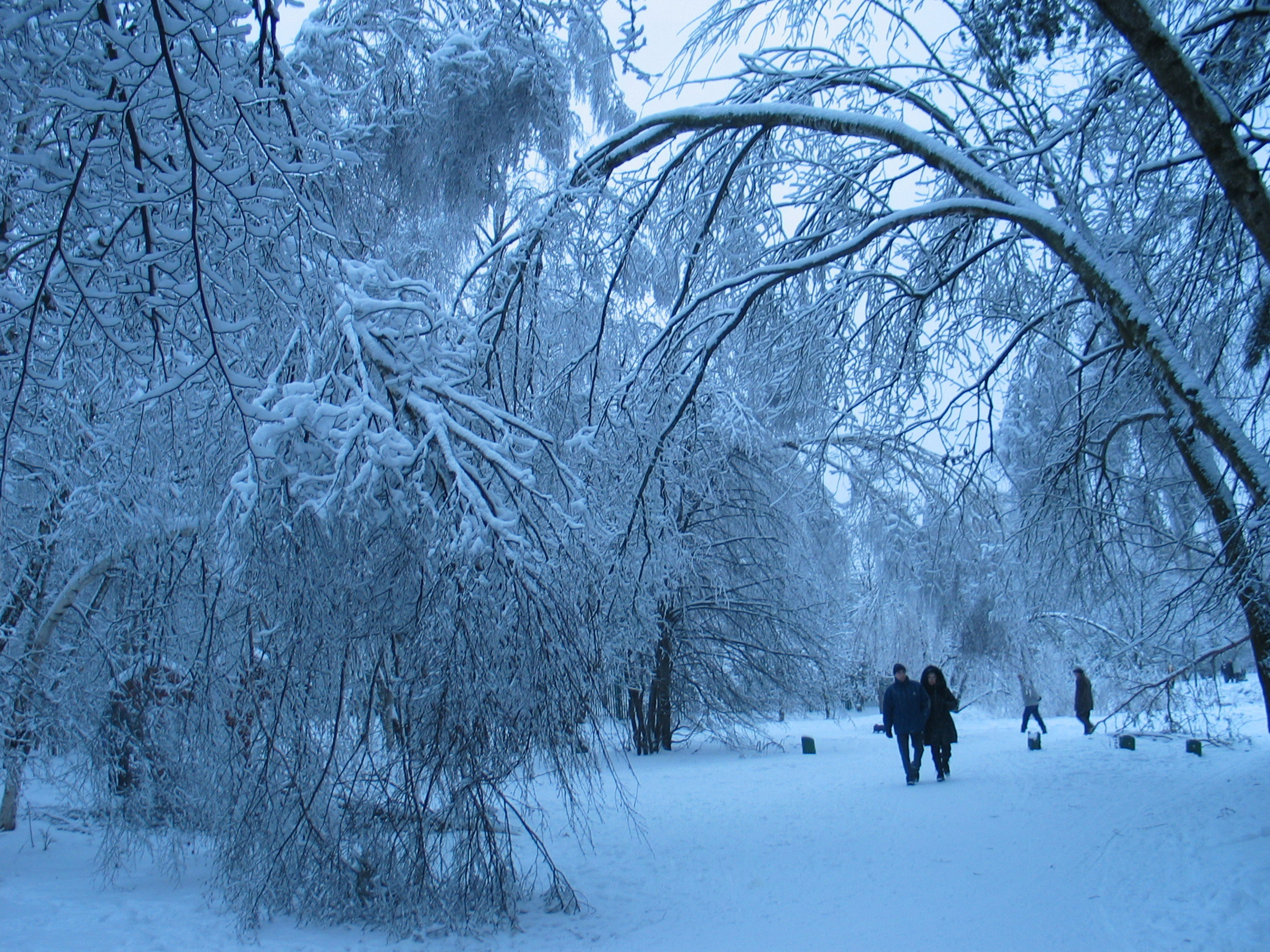
Обледеневшие деревья после ледяного дождя 26 декабря 2010 года

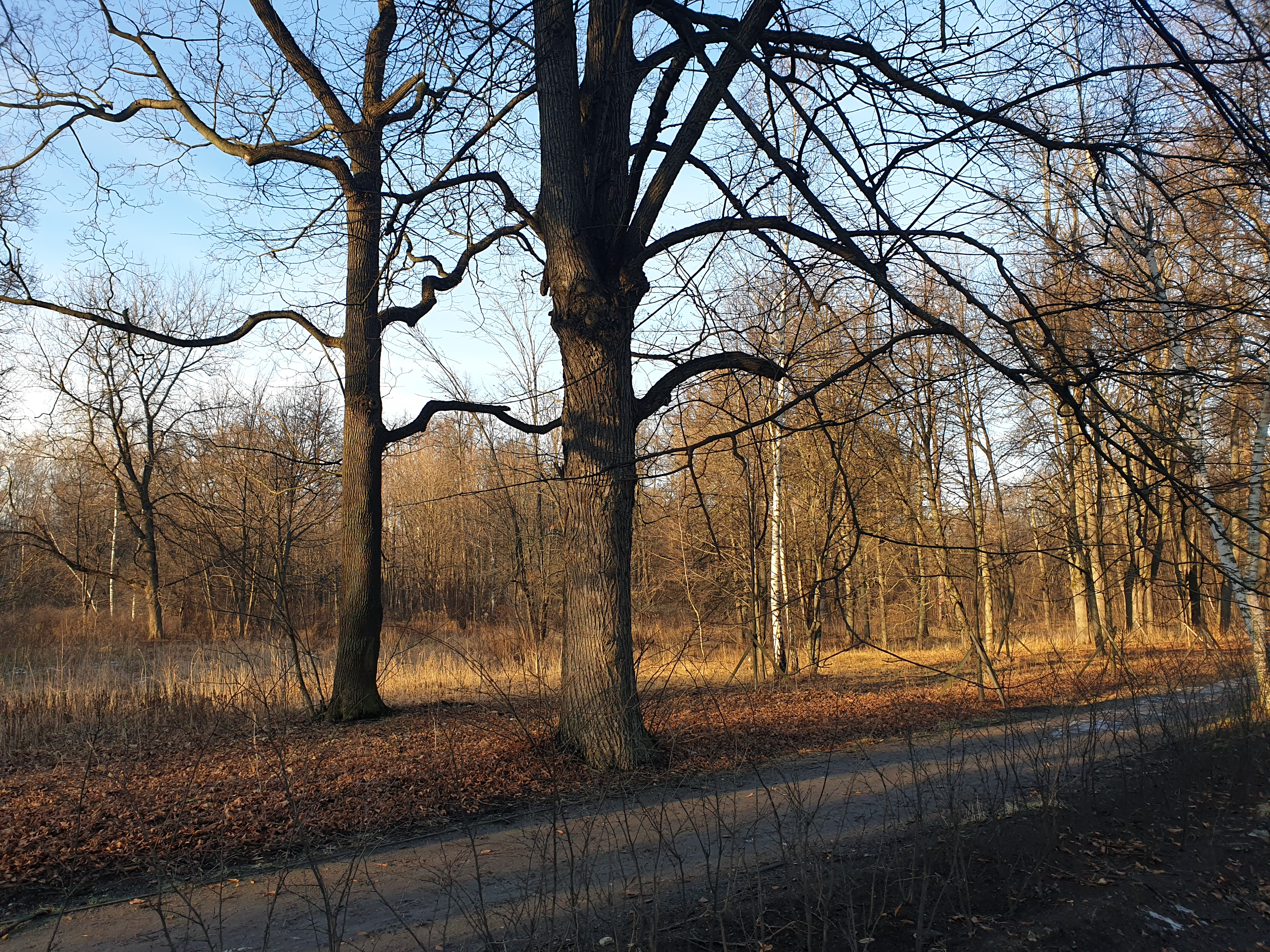
Полный сход снежного покрова в Москве, 18 января 2020 года, парк Сокольники

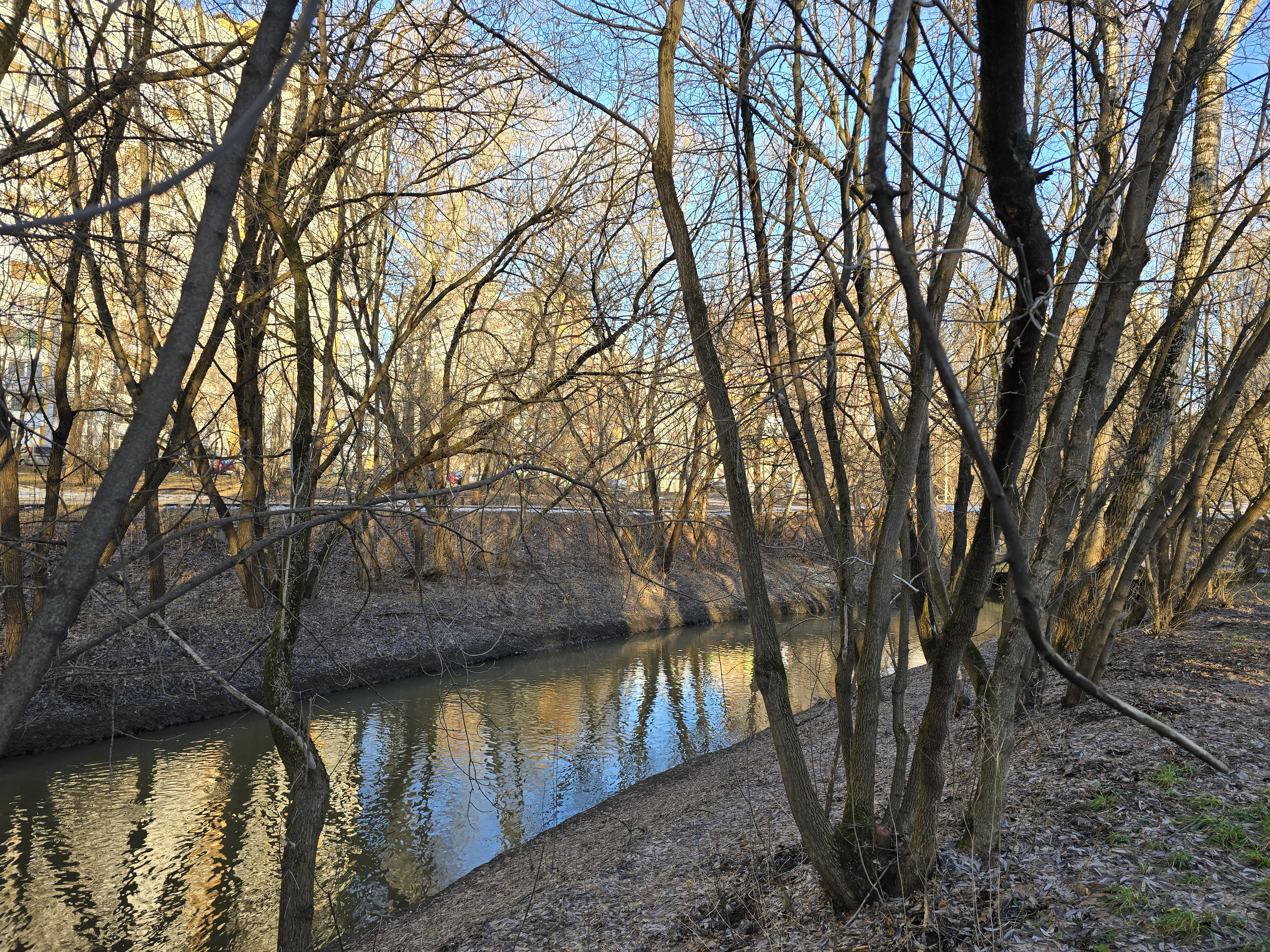
Полный сход снежного покрова в Москве, 19 января 2025 года, долина реки Сетунь

Зима в Москве умеренно морозная, но с оттепелями, которые могут занимать от 3—5 дней до половины и более зимы. При этом в календарную зиму оттепели обычно слабые (температура не превышает 0..+2 °C), с осадками в основном в виде мокрого снега и гололёда, поэтому снежный покров в Москве сохраняется на протяжении всей зимы, в отличие, например, от Прибалтики, где влияние Атлантики более выраженное.
Самая холодная зима со средней температурой −16,8 °C отмечалась в 1892—1893 годах, тогда среднемесячная температура января составила −21,6 °C. Самая тёплая зима со средней температурой +0,2 °C была в 2019—2020 годах, тогда среднемесячная температура января составила +0,1 °C. В нынешнем веке самая холодная зима со средней температурой −9,8 °C отметилась в 2009—2010 годах, тогда среднемесячная температура января составила −14,5 °C. Наименьшее число дней с оттепелями (3) было в зимы 1928—1929 и 1940—1941 годов, наибольшее (73) в зиму 2019—2020 годов. Самая малоснежная зима с максимальной высотой снежного покрова 11 см была в 2019—2020 годах, самая снежная — в 1993—1994 годах (78 см). Самая сухая зима отмечалась в 1890—1891 годах, когда выпало 27,4 мм осадков. Самый низкий максимум календарной зимы (+1 °C) отмечался зимой 1940—1941 годов, самый высокий максимум (+9,6 °C) — зимой 2008—2009 годов. Самая мягкая зима с минимумом −15 °C была в 2019—2020 годах, самая суровая с минимумом −42,2 °C — в 1939—1940 годах. Ниже −40 °C температура воздуха опускалась в зимы 1892—1893, 1939—1940, 1941—1942 годов и, по неофициальным данным[каким?], в зиму 1978—1979 годов. В XXI веке температура воздуха ни разу не опускалась ниже −40 °C и даже ниже −35 °C и лишь один раз опускалась ниже −30 °C — в январе 2006 года (18 и 19 января).
Чаще всего оттепели случаются в первой половине зимы (в этом случае они нередко являются продолжением поздней осени). Погода часто неустойчива (например, среднесуточная температура всего за 2—3 дня может упасть с −5 до −20 °C и затем примерно за такой же срок вновь подняться до −5 °C), но в отличие от других сезонов, суточные колебания температуры зимой невелики — из-за преобладания пасмурной погоды разница между дневной и ночной температурами обычно не превышает 5 °C (в отличие от «летних» 10—12). В XXI веке зимы стали заметно теплее, чем до 1970—1980 годов. К примеру,
среднемесячная температура января 2020 года впервые в истории наблюдений оказалась положительной (+0,1 °C). Минимальная температура того января составила необычные для Москвы −6,8 °C, что является самым высоким минимумом января. При этом предшествующий ему декабрь 2019 года был ещё теплее со среднемесячной температурой +0,8 °C и минимальной всего −5,2 °C, что также является самым высоким минимумом декабря. В 2025 году рекорд 2020 года по среднемесячной температуре января (+0,1 °C) был повторён. Кроме того, в XXI веке были зафиксированы случаи, когда в Москве снежный покров полностью сходил в середине января; например, в 2007 году, 18 января 2020 года, а также 11 и 18 января 2025 года.

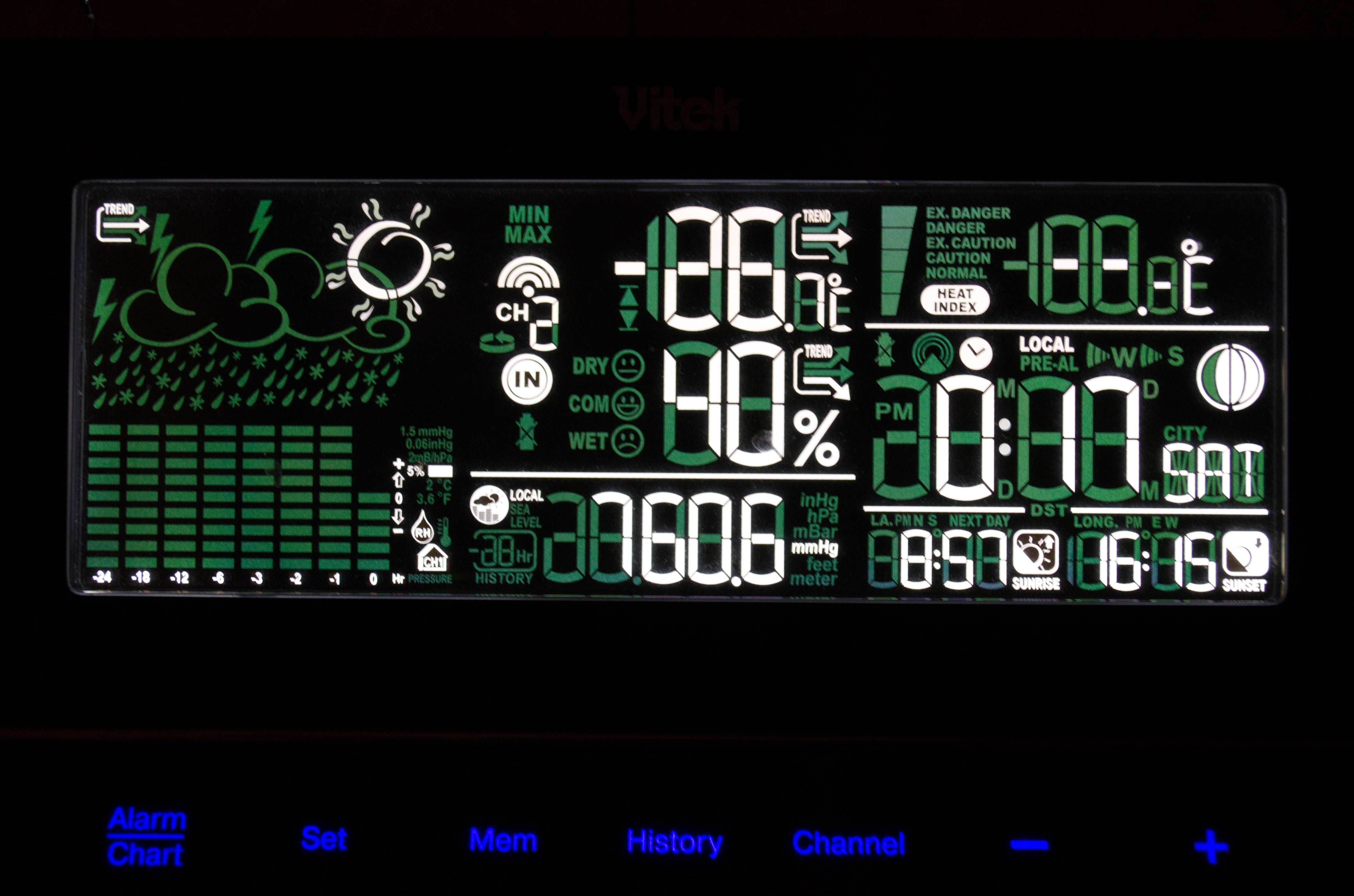
Температура в Москве в ночь с 6 на 7 января 2017 года (−26,7 °C)

Ранее в большинстве зим наступали затяжные морозы (от 1—2 до 7—8 недель), когда активность Атлантики спадает, и происходит обвал холода в тылах южных или ныряющих циклонов или на европейскую часть России смещается скандинавский или арктический антициклон. Тогда температура по ночам может опускаться ниже −25 °C, а днём редко подниматься выше 0 °C. В XXI веке самый продолжительный период без оттепелей был в зиму 2009—2010 годов: морозы пришли в Москву 29 декабря 2009 года и держались почти 2 месяца — до 24 февраля 2010 года.
В XXI веке тенденция медленно переходит к затяжным оттепелям, которые могут продолжаться до половины сроков зимнего периода. В целом, в XXI веке зима наступает позже, чем в последних десятилетиях XX века, так в 2006, 2008, 2011, 2015 и 2019, 2024 годах метеорологическая зима начиналась во второй декаде декабря или позже. Особенно теплыми выдались зимы 2008-2009, 2011-2012, 2014-2015, 2015-2016,  2020-2021 годов и из-за аномального тёплого января — зима 2024-2025 года.
Осадки зимой выпадают преимущественно в виде снега, но возможен дождь, что часто наблюдалось в последние годы. Снежный покров имеет высоту обычно 30—40 см.
Метеорологическая зима (то есть период со средней суточной температурой ниже 0 °C) длится около 131—132 дней, начинаясь обычно в середине ноября и заканчиваясь в третьей декаде марта.
Минимальная годовая температура (1970—2023)
| Год | 70    | 71    | 72    | 73    | 74    | 75    | 76    | 77    | 78    | 79    | 80    | 81    | 82    | 83    | 84    | 85    | 86    | 87    | 88    | 89    |
| t°C | −30,1 | −22,0 | −30,6 | −27,5 | −22,3 | −23,5 | −30,2 | −25,6 | −38,0 | −33,0 | −25,8 | −21,4 | −27,7 | −22,7 | −23,3 | −26,9 | −26,5 | −32,4 | −23,6 | −23,1 |
| Год | 90    | 91    | 92    | 93    | 94    | 95    | 96    | 97    | 98    | 99    | 00    | 01    | 02    | 03    | 04    | 05    | 06    | 07    | 08    | 09    |
| t°C | −26,7 | −29,6 | −24,3 | −24,6 | −27,9 | −22,1 | −26,5 | −28,8 | −25,2 | −26,8 | −20,3 | −22,1 | −26,8 | −27,7 | −22,0 | −21,5 | −30,8 | −23,0 | −18,3 | −26,0 |
| Год | 10    | 11    | 12    | 13    | 14    | 15    | 16    | 17    | 18    | 19    | 20    | 21    | 22    | 23    | 24    | 25    | 26    | 27    | 28    | 29    |
| t°C | −25,9 | −26,4 | −28,5 | −19,1 | −25,4 | −20,4 | −20,3 | −29,9 | −21,7 | −19,8 | −15,0 | −24,5 | −19,0 | −23,5 | -27.0 | -16.6 |       |       |       |       |
| --- | ----- | ----- | ----- | ----- | ----- | ----- | ----- | ----- | ----- | ----- | ----- | ----- | ----- | ----- | ----- | ----- | ----- | ----- | ----- | ----- |

Полужирным шрифтом в таблицах ниже выделены 2 крайних значения.
| Зимний сезон      | Дата первого заморозка (Тмин < 0) | Дата начала метеорологической зимы (Тср ≤ 0 °C устойчиво) | Дата окончания метеорологической зимы (Тср ≥ 0 °C устойчиво) | Общая продолжительность зимы, дней | Дата последнего заморозка |
| ----------------- | --------------------------------- | --------------------------------------------------------- | ------------------------------------------------------------ | ---------------------------------- | ------------------------- |
| Средняя 1991—2020 | 3 октября                         | 12 ноября                                                 | 20 марта                                                     | 128 (4,3 мес.)                     | 5 мая                     |
| 2000—2001         | 23 сентября                       | 22 ноября                                                 | 1 апреля                                                     | 130 (4,4 мес.)                     | 4 апреля                  |
| 2001—2002         | 27 сентября                       | 14 ноября                                                 | 4 февраля                                                    | 82 (2,8 мес.)                      | 12 мая                    |
| 2002—2003         | 25 сентября                       | 4 ноября                                                  | 28 марта                                                     | 144 (4,8 мес.)                     | 28 апреля                 |
| 2003—2004         | 22 октября                        | 15 ноября                                                 | 12 марта                                                     | 118 (4,0 мес.)                     | 15 мая                    |
| 2004—2005         | 15 октября                        | 17 ноября                                                 | 1 апреля                                                     | 135 (4,5 мес.)                     | 22 апреля                 |
| 2005—2006         | 19 сентября                       | 2 декабря                                                 | 29 марта                                                     | 117 (3,9 мес.)                     | 1 мая                     |
| 2006—2007         | 15 октября                        | 23 января 2007 года                                       | 2 марта                                                      | 38 (1,3 мес.)                      | 6 мая                     |
| 2007—2008         | 12 октября                        | 5 ноября                                                  | 22 февраля                                                   | 109 (3,7 мес.)                     | 8 мая                     |
| 2008—2009         | 3 ноября                          | 14 декабря                                                | 28 марта                                                     | 104 (3,5 мес.)                     | 25 апреля                 |
| 2009—2010         | 11 октября                        | 5 декабря                                                 | 26 марта                                                     | 111 (3,7 мес.)                     | 27 апреля                 |
| 2010—2011         | 30 сентября                       | 27 ноября                                                 | 2 апреля                                                     | 126 (4,2 мес.)                     | 21 апреля                 |
| 2011—2012         | 16 октября                        | 20 декабря                                                | 29 марта                                                     | 99 (3,3 мес.)                      | 14 апреля                 |
| 2012—2013         | 12 октября                        | 2 декабря                                                 | 31 марта                                                     | 119 (4,0 мес.)                     | 23 апреля                 |
| 2013—2014         | 27 сентября                       | 5 декабря                                                 | 13 февраля                                                   | 70 (2,4 мес.)                      | 27 апреля                 |
| 2014—2015         | 7 октября                         | 16 ноября                                                 | 20 февраля                                                   | 96 (3,2 мес.)                      | 26 апреля                 |
| 2015—2016         | 7 октября                         | 27 декабря                                                | 26 марта                                                     | 89 (3,0 мес.)                      | 17 апреля                 |
| 2016—2017         | 24 октября                        | 30 октября                                                | 27 февраля                                                   | 120 (4,0 мес.)                     | 12 мая                    |
| 2017—2018         | 22 октября                        | 22 ноября                                                 | 1 апреля                                                     | 130 (4,4 мес.)                     | 24 апреля                 |
| 2018—2019         | 30 сентября                       | 20 ноября                                                 | 17 марта                                                     | 117 (3,9 мес.)                     | 16 апреля                 |
| 2019—2020         | 16 октября                        | 26 января 2020 года                                       | 16 февраля                                                   | 21 (0,7 мес.)                      | 27 апреля                 |
| 2020—2021         | 9 ноября                          | 1 декабря                                                 | 14 марта                                                     | 102 (3,5 мес.)                     | 4 апреля                  |
| 2021—2022         | 7 октября                         | 1 декабря                                                 | 19 марта                                                     | 108 (3,6 мес.)                     | 1 мая                     |
| 2022—2023         | 12 октября                        | 15 ноября                                                 | 20 марта                                                     | 125 (4,2 мес.)                     | 9 мая                     |
| 2023—2024         | 11 октября                        | 17 ноября                                                 | 14 марта                                                     | 118 (3,9 мес.)                     | 9 мая                     |
| 2024—2025         | 17 октября                        | 4 декабря                                                 | 28 февраля                                                   | 87 (2,9 мес.)                      | 3 мая                     |

Снежный покров с 2000 года
| Год                     | Дата первого снега | Дата первого появления снежного покрова (СП) | Дата образования устойчивого СП | Максимальная высота           | Дата разрушения устойчивого СП | Продолжительность СП, дней | Дата последнего снегопада |
| ----------------------- | ------------------ | -------------------------------------------- | ------------------------------- | ----------------------------- | ------------------------------ | -------------------------- | ------------------------- |
| Средняя дата, 1991—2020 | 19 октября         | 10 ноября                                    | 28 ноября                       | 60 см (10 марта)              | 8 апреля                       | 131 (4,4 мес.)             | 1 мая                     |
| 2000—2001               | 9 ноября           | 11 ноября                                    | 12 декабря                      | 71 см (28 февраля)            | 7 апреля                       | 116 (3,9 мес.)             | 29 марта                  |
| 2001—2002               | 20 октября         | 23 октября                                   | 14 ноября                       | 44 см (6 января)              | 11 марта                       | 117 (3,9 мес.)             | 20 мая                    |
| 2002—2003               | 3 октября          | 11 октября                                   | 4 декабря                       | 39 см (6 января)              | 12 апреля                      | 129 (4,3 мес.)             | 28 апреля                 |
| 2003—2004               | 23 октября         | 25 октября                                   | 4 декабря                       | 53 см (12 февраля)            | 26 марта                       | 118 (4 мес.)               | 13 мая                    |
| 2004—2005               | 11 октября         | 17 ноября                                    | 17 ноября                       | 61 см (21 марта)              | 11 апреля                      | 145 (4,9 мес.)             | 23 апреля                 |
| 2005—2006               | 25 октября         | 27 октября                                   | 1 декабря                       | 63 см (13 марта)              | 8 апреля                       | 128 (4,3 мес.)             | 9 апреля                  |
| 2006—2007               | 15 октября         | 21 октября                                   | 22 января 2007                  | 35 см (15—16 февраля)         | 18 марта                       | 55 (1,9 мес.)              | 5 мая                     |
| 2007—2008               | 11 октября         | 16 октября                                   | 13 ноября                       | 24 см (26 января)             | 16 марта                       | 124 (4,2 мес.)             | 7 мая                     |
| 2008—2009               | 15 ноября          | 20 ноября                                    | 23 декабря                      | 37 см (10 марта)              | 8 апреля                       | 106 (3,6 мес.)             | 21 апреля                 |
| 2009—2010               | 19 октября         | 31 октября                                   | 7 декабря                       | 67 см (23 февраля)            | 1 апреля                       | 115 (3,9 мес.)             | 25 апреля                 |
| 2010—2011               | 13 октября         | 21 ноября                                    | 28 ноября                       | 56 см (10 и 14 февраля)       | 15 апреля                      | 138 (4,6 мес.)             | 19 апреля                 |
| 2011—2012               | 15 октября         | 9 ноября                                     | 18 декабря                      | 46 см (26 марта)              | 16 апреля                      | 120 (4 мес.)               | 10 апреля                 |
| 2012—2013               | 24 октября         | 28 октября                                   | 26 ноября                       | 77 см (26 марта)              | 17 апреля                      | 142 (4,8 мес.)             | 9 апреля                  |
| 2013—2014               | 30 сентября        | 27 ноября                                    | 27 ноября                       | 18 см (8 декабря)             | 25 февраля                     | 90 (3 мес.)                | 4 мая                     |
| 2014—2015               | 17 октября         | 20 октября                                   | 2 декабря                       | 46 см (8—10 февраля)          | 18 марта                       | 106 (3,6 мес.)             | 16 мая                    |
| 2015—2016               | 7 октября          | 9 ноября                                     | 26 декабря                      | 50 см (2 марта)               | 1 апреля                       | 97 (3,3 мес.)              | 16 апреля                 |
| 2016—2017               | 9 октября          | 27 октября                                   | 29 октября                      | 38 см (27—28 января)          | 16 марта                       | 138 (4,6 мес.)             | 12 мая                    |
| 2017—2018               | 6 сентября         | 22 октября                                   | 5 января 2018                   | 55 см (5 февраля и 5 марта)   | 9 апреля                       | 94 (3,2 мес.)              | 22 апреля                 |
| 2018—2019               | 26 октября         | 30 октября                                   | 23 ноября                       | 49 см (28 января)             | 31 марта                       | 128 (4,3 мес.)             | 15 апреля                 |
| 2019—2020               | 8 октября          | 30 октября                                   | 23 января 2020                  | 11 см (31 января — 1 февраля) | 2 марта                        | 37 (1,3 мес.)              | 22 апреля                 |
| 2020—2021               | 20 октября         | 19 ноября                                    | 1 декабря                       | 59 см (14 февраля)            | 6 апреля                       | 126 (4,2 мес.)             | 21 апреля                 |
| 2021—2022               | 20 октября         | 11 ноября                                    | 1 декабря                       | 49 см (1 и 8 февраля)         | 10 апреля                      | 130 (4,4 мес.)             | 4 мая                     |
| 2022—2023               | 30 октября         | 31 октября                                   | 16 ноября                       | 42 см (9 — 11 марта)          | 26 марта                       | 130 (4,4 мес.)             | 2 апреля                  |
| 2023—2024               | 10 октября         | 27 октября                                   | 22 ноября                       | 67 см (18 февраля)            | 2 апреля                       | 132 (4,4 мес.)             | 12 мая                    |
| 2024—2025               | 14 октября         | 15 октября                                   | 7 декабря                       | 21 см (17 декабря)            | 18 января                      | 42 (1,4 мес.)              | 2 мая                     |

Устойчивым считается снежный покров длительностью не менее месяца с перерывами не более, чем на 3 дня суммарно или подряд. Снежный покров отмечается только при покрытии снегом более половины площадки метеостанции.
Средняя температура календарных зимних месяцев, норма 1991—2020
| Показатель      | Дек.  | Янв.  | Февр. | Зима  |
| --------------- | ----- | ----- | ----- | ----- |
| Абс.макс, °C    | 9,6   | 8,6   | 8,3   | 9,6   |
| Ср.сут.макс, °C | -2,3  | -3,9  | -3,0  | -3,1  |
| Средняя, °C     | −4,4  | -6,2  | -5,9  | -5,5  |
| Ср.сут.мин, °C  | −6,5  | -8,7  | -8,8  | -8    |
| Абс.мин, °C     | −38,8 | -42,1 | -38,2 | -42,1 |

### Весна

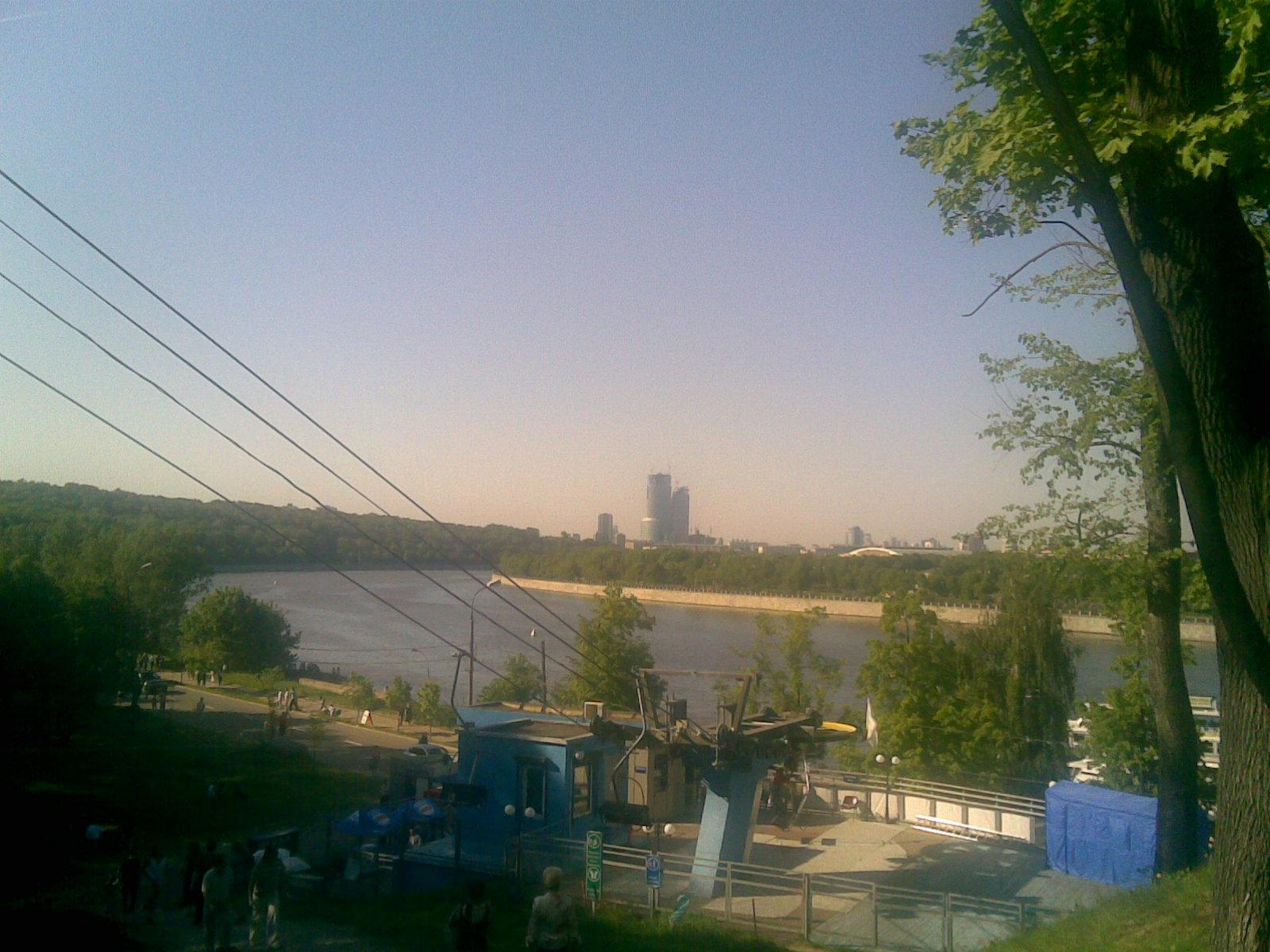
Воробьёвы горы. Жара в конце мая 2007 года

Весна — самое нестабильное время года в Москве. В марте и апреле суточные колебания температуры наиболее высоки и могут превышать 15 °C.
Март, за последние два десятилетия, стал месяцем с положительным значением температур, но сам месяц сохранил в себе довольно нестабильные тенденции, и к примеру, за десятилетие в марте бывают так и положительные рекорды (25 марта 2014 года +19,7 °C - абсолютный рекорд за всю историю метеонаблюдений) и так же отрицательные рекорды (18 марта 2018 года -19,7 °C - рекорд за столетие).
Год от года, в зависимости от атмосферной циркуляции, март может быть как полностью весенним (с полным отсутствием снежного покрова и началом вегетации к концу месяца), так и абсолютно зимним (с морозами до −15 °C и ниже). Тем не менее первый месяц календарной весны можно считать скорее весенним месяцем, чем зимнем, тенденция перехода наметилась в первом десятилетии XXI века, и особенно усилилась во втором - третьем десятилетии, так к примеру в  2002, 2004, 2007, 2008, 2013, 2015, 2019, 2020, 2023, 2024 и в 2025 году - марты были полностью весенними; но в 2005, 2013 и 2018 годах март выдался довольно морозным, а по температурным показателям не сильно отличался от февраля тех же годов.
О приближении весны в марте напоминает значительная продолжительность светового дня и частые оттепели (средний максимум месяца достигает +3 °C). Долгота дня к концу месяца составляет 13 часов, к тому же солнце стоит на той же высоте, что и в середине осени. Благодаря этому температура воздуха в отдельные дни может достигать +5..+10 °C, в конце месяца иногда и +15 °C, хотя метеорологическая весна в Москве обычно наступает после весеннего равноденствия, в третьей декаде марта, когда среднесуточная температура становится положительной и начинает сходить снежный покров.
Если апрель в целом сохранил за собой статус довольно стабильного месяца, с редкими возвратами холодов и отклонений от температурных норм, за исключением апреля 2025 года -  который смог за календарный месяц установить температурные рекорды, близкие к значениям июня, так и временно вернуть снежный покров, то май повторяет судьбу марта, являясь переходным месяцем и погода имеет довольно непредсказуемый характер. Так май 2007, 2012, 2013, 2018, 2019, 2021, и отчасти 2024 года можно назвать летними месяцами; но в том же 2024 году, не смотря на более ранее начало метеорологического лета, характер погоды сменялся слишком резко за месяц, так 9 мая выпал снег, а уже 17 мая в Москве началось лето.
Средняя температура календарных весенних месяцев, норма 1991—2020
| Показатель      | Март  | Апр. | Май  | Весна |
| --------------- | ----- | ---- | ---- | ----- |
| Абс.макс, °C    | 19,7  | 28,9 | 33,2 | 33,2  |
| Ср.сут.макс, °C | 3,0   | 11,7 | 19,0 | 11,2  |
| Средняя, °C     | −0,7  | 6,9  | 13,6 | 6,6   |
| Ср.сут.мин, °C  | −4,2  | 2,3  | 8,1  | 2,1   |
| Абс.мин, °C     | −32,4 | -21  | -7,5 | -32,4 |

### Лето
Лето в Москве умеренно жаркое со средней температурой от +17 °C в июне до +19..+21 °C в июле и августе. Несколько раз за лето может установиться жаркая погода до +31..+33 °C днём, а ночью выше +20 °C, но как правило, такая жара не задерживается более 3—4 дней, и на смену приходит грозовой ливень, сбивающий температуру до +23..+25 °C.
Метеорологическое лето (период с того времени, когда среднесуточная температура не ниже +15 °C более 5 дней подряд и до того времени, когда среднесуточная температура ниже +15 °C более 5 дней подряд) в Москве в среднем длится 108 дней: с середины — конца мая по начало сентября. Максимальная продолжительность метеорологического лета достигала 136 дней и наблюдалась в 2024 году, когда лето продлилось с 17 мая по 29 сентября.
| Год                | Дата начала метеорологического лета (Тср ≥ 15 °C устойчиво) | Дата окончания метеорологического лета (Тср ≤ 15 °C устойчиво) | Продолжительность метеорологического лета, дней |
| ------------------ | ----------------------------------------------------------- | -------------------------------------------------------------- | ----------------------------------------------- |
| Средняя, 1991—2020 | 24 мая                                                      | 1 сентября                                                     | 100 (3,4 мес.)                                  |
| 2001               | 16 июня                                                     | 26 августа                                                     | 71 (2,4 мес.)                                   |
| 2002               | 30 мая                                                      | 11 сентября                                                    | 104 (3,5 мес.)                                  |
| 2003               | 1 июля                                                      | 25 августа                                                     | 55 (1,8 мес.)                                   |
| 2004               | 20 июня                                                     | 5 сентября                                                     | 77 (2,6 мес.)                                   |
| 2005               | 22 мая                                                      | 31 августа                                                     | 101 (3,4 мес.)                                  |
| 2006               | 17 июня                                                     | 15 сентября                                                    | 90 (3 мес.)                                     |
| 2007               | 16 мая                                                      | 29 августа                                                     | 105 (3,5 мес.)                                  |
| 2008               | 11 июня                                                     | 10 сентября                                                    | 91 (3 мес.)                                     |
| 2009               | 27 мая                                                      | 16 сентября                                                    | 112 (3,7 мес.)                                  |
| 2010               | 1 мая                                                       | 27 августа                                                     | 118 (3,9 мес.)                                  |
| 2011               | 20 мая                                                      | 3 сентября                                                     | 106 (3,5 мес.)                                  |
| 2012               | 5 мая                                                       | 29 августа                                                     | 116 (3,9 мес.)                                  |
| 2013               | 8 мая                                                       | 3 сентября                                                     | 118 (3,9 мес.)                                  |
| 2014               | 12 мая                                                      | 27 августа                                                     | 107 (3,6 мес.)                                  |
| 2015               | 26 мая                                                      | 31 августа                                                     | 97 (3,2 мес.)                                   |
| 2016               | 25 мая                                                      | 4 сентября                                                     | 102 (3,5 мес.)                                  |
| 2017               | 26 июня                                                     | 25 августа                                                     | 60 (2 мес.)                                     |
| 2018               | 12 мая                                                      | 23 сентября                                                    | 134 (4,5 мес.)                                  |
| 2019               | 10 мая                                                      | 14 сентября                                                    | 127 (4,2 мес.)                                  |
| 2020               | 6 июня                                                      | 9 сентября                                                     | 95 (3,2 мес.)                                   |
| 2021               | 14 мая                                                      | 2 сентября                                                     | 111 (3,7 мес.)                                  |
| 2022               | 6 июня                                                      | 31 августа                                                     | 87 (2,9 мес.)                                   |
| 2023               | 6 июня                                                      | 6 сентября                                                     | 92 (3 мес.)                                     |
| 2024               | 17 мая                                                      | 29 сентября                                                    | 136 (4,6 мес.)                                  |
| 2025               | 22 мая                                                      |                                                                |                                                 |

Максимальная годовая температура (1975—2024)
| Год | 75   | 76   | 77   | 78   | 79   | 80   | 81   | 82   | 83   | 84   | 85   | 86   | 87   | 88   | 89   | 90   | 91   | 92   | 93   | 94   |
| t°C | 29,4 | 26,5 | 31,0 | 28,1 | 30,3 | 29,3 | 35,0 | 28,3 | 29,7 | 30,4 | 31,6 | 30,7 | 28,2 | 32,7 | 31,0 | 30,6 | 33,0 | 31,4 | 27,7 | 29,0 |
| Год | 95   | 96   | 97   | 98   | 99   | 00   | 01   | 02   | 03   | 04   | 05   | 06   | 07   | 08   | 09   | 10   | 11   | 12   | 13   | 14   |
| t°C | 31,6 | 35,6 | 28,8 | 33,9 | 34,0 | 30,9 | 33,4 | 32,5 | 30,2 | 29,3 | 31,5 | 31,4 | 33,2 | 32,5 | 30,0 | 38,2 | 33,8 | 32,5 | 32,0 | 33,0 |
| Год | 15   | 16   | 17   | 18   | 19   | 20   | 21   | 22   | 23   | 24   | 25   | 26   | 27   | 28   | 29   | 30   | 31   | 32   | 33   | 34   |
| t°C | 31,3 | 33,6 | 31,9 | 31,1 | 31,2 | 31,4 | 34,8 | 32,8 | 31,4 | 33,5 | 34.6 |      |      |      |      |      |      |      |      |      |
| --- | ---- | ---- | ---- | ---- | ---- | ---- | ---- | ---- | ---- | ---- | ---- | ---- | ---- | ---- | ---- | ---- | ---- | ---- | ---- | ---- |

- Наибольшее количество осадков приходится на июль — 84 мм[9])
- В среднем 5—6 дней за сезон температура превышает +30 °C[25].

Начало лета характеризуется в основном неустойчивой погодой, с чередой тёплых и прохладных дней; часты грозы, возможен и град. В отдельные годы регистрировались разрушительные шквалы (25 июня 1957 года, 20 июня 1998 года, 29 мая 2017 года) и даже смерчи (июнь 1904 года).
В июле обычно преобладает антициклональный тип погоды. В отдельные годы бывает и холодная погода с дневной температурой около +15 °C и ночной — ниже +10 °C, но она держится, как правило, несколько суток, поскольку солнце быстро прогревает холодный воздух. Пик летней жары в Москве и пик наибольшей пожароопасности в Подмосковье приходится на конец июля — начало августа.

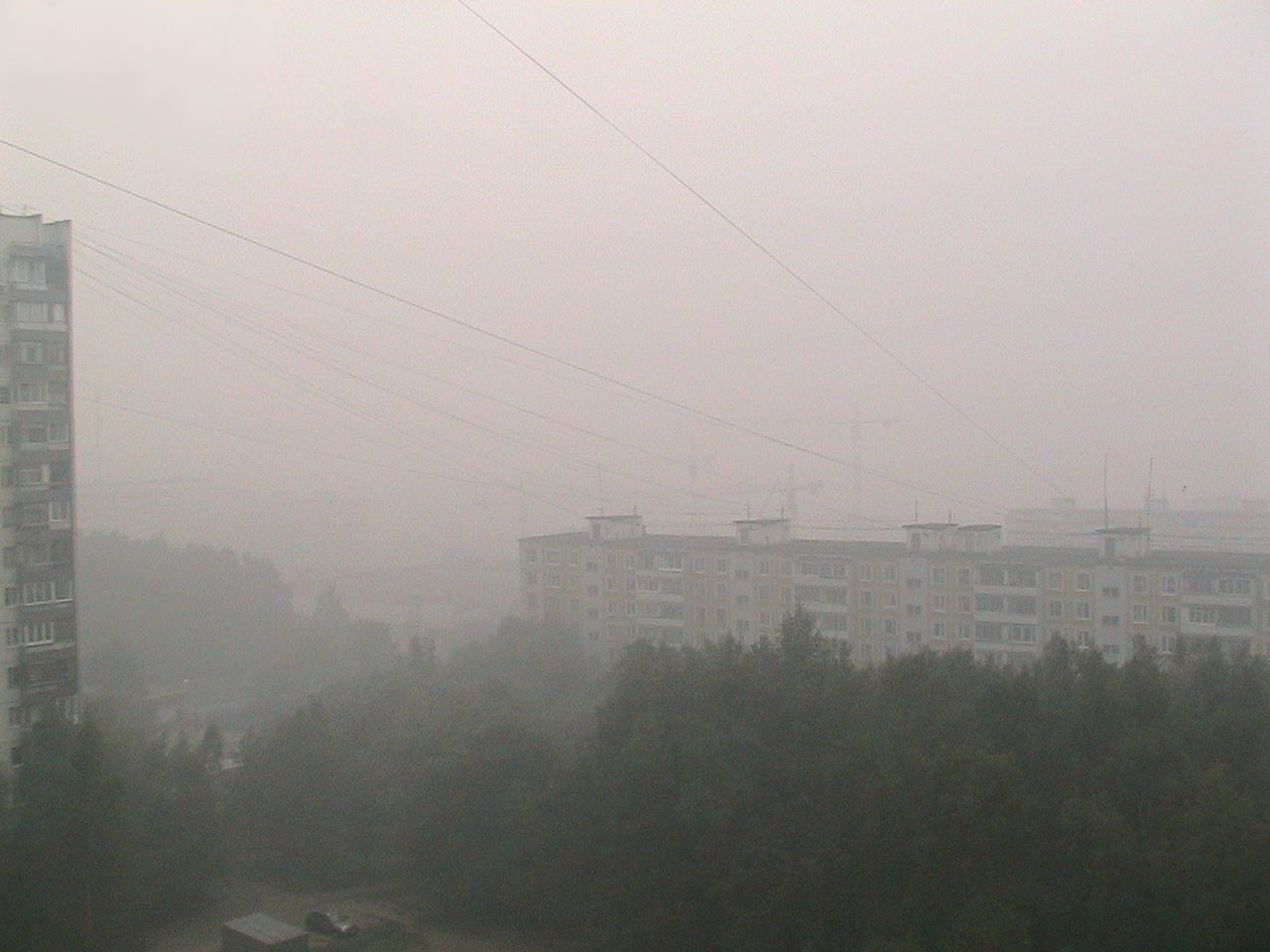
Смог в Москве (Ясенево) в августе 2010 года, вызванный лесными пожарами

Для августа характерны тёплые и даже умеренно жаркие (до +28 °C и выше) дни, однако ночи постепенно становятся холоднее за счёт сокращения светового дня и увеличения тёмного времени суток, хотя заметно это в основном за городом, в пределах Москвы ночи значительно теплее. Вторая половина августа уже отчётливее даёт о себе знать признаками приближающейся осени: начинают желтеть листья на деревьях и т. п. Средняя суточная температура в августе уменьшается с 18,9 °C 1 числа до 14,4 °C 31-го; третья декада этого месяца по климатическим признакам обычно уже «осенняя».
Также август может напоминать о приближающейся осени дождливой и сырой погодой. Особенно дождливым выдался август 2016 года, когда 15 августа за сутки выпало 87,8 мм осадков (107 % месячной нормы), что для Москвы является абсолютным рекордом за всю историю метеонаблюдений[уточнить]. Были зафиксированы многочисленные подтопления, а в районе Сельскохозяйственной улицы река Яуза вышла из берегов.
В XXI веке жарким выдалось лето 2001, 2002, 2007, 2011, 2016, 2018, 2021, 2022 и 2024 годов, а лето 2010 года стало рекордно жарким, когда были установлены многочисленные рекорды температуры|2025|02|16}}. Июль 2014 года стал самым сухим июлем за всю историю метеонаблюдений в Москве (выпало всего 4,4 мм осадков), а август 2016 года стал самым влажным августом за всю историю метеонаблюдений (выпало 166,6 мм осадков). Прохладным (но в пределах нормы) выдалось лето 2003 и 2017 годов за счёт холодных июней (лето 2017 года также за счёт холодного июля), а также лето 2019 года за счёт холодного июля и прохладного августа.
Средняя температура календарных летних месяцев, норма 1991—2020
| Показатель      | Июнь | Июль | Авг. | Лето |
| --------------- | ---- | ---- | ---- | ---- |
| Абс.макс, °C    | 34,8 | 38,2 | 37,3 | 38,2 |
| Ср.сут.макс, °C | 22,4 | 24,7 | 22,7 | 23,3 |
| Средняя, °C     | 17,3 | 19,7 | 17,6 | 18,2 |
| Ср.сут.мин, °C  | 12,2 | 14,8 | 13   | 13,3 |
| Абс.мин, °C     | -2,3 | 1,3  | −1,2 | -2,3 |

### Осень

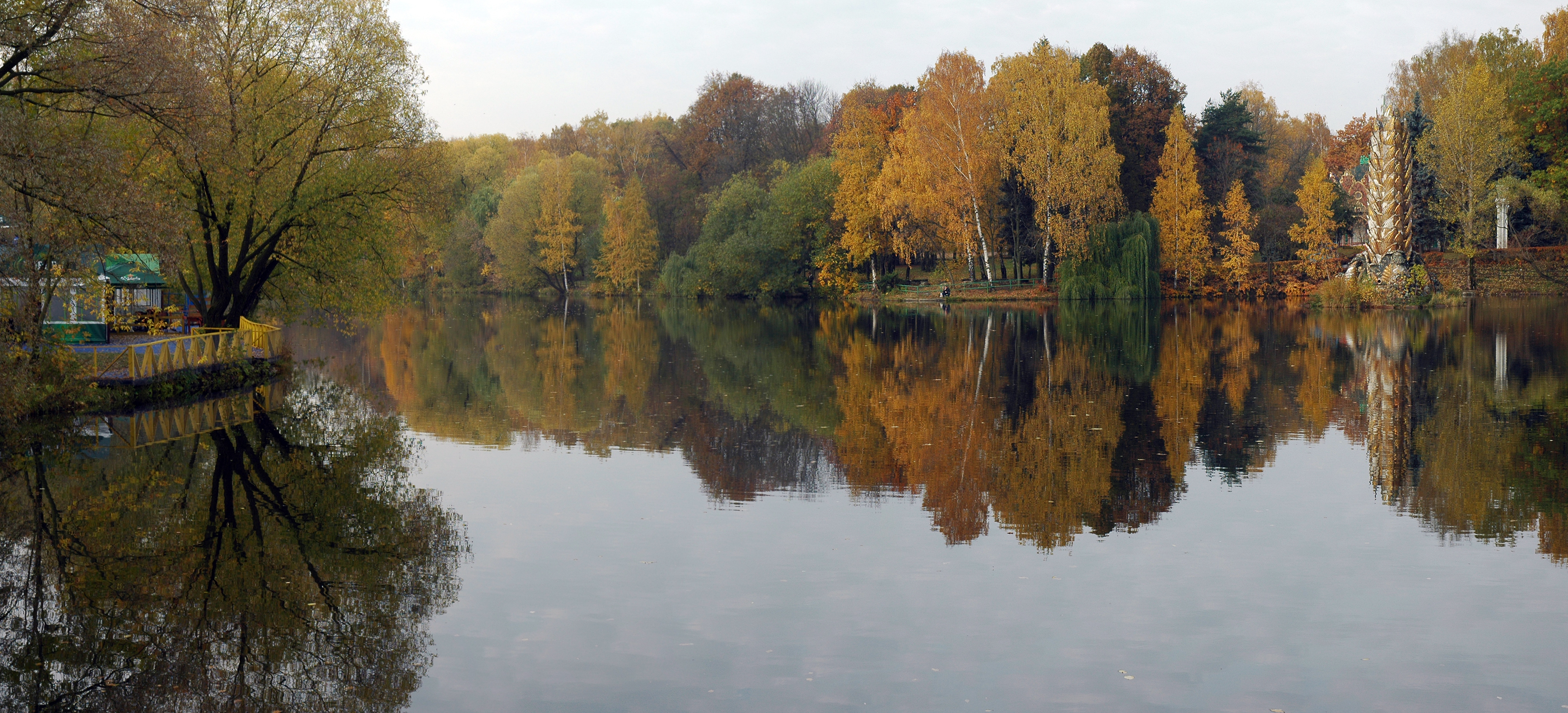
Фонтан «Золотой колос» осенью. Октябрь 2009 года

Осень в Москве затяжная, с частыми возвратами тепла, но, несмотря на это, осень является наиболее стабильным временем года. Лето заканчивается с падением среднесуточной температуры ниже +15 °C, что в 1991—2010 годах происходило в последних числах августа, а в последнем десятилетии — в первых числах сентября. В сентябре, как правило, стоит тёплая и сухая погода с дневными показателями термометров +16..+18 °C и ночными — +8..+10 °C. Случаются как холодные дни с пасмурной и дождливой погодой, так и возвраты летнего тепла до +20…+25 °C днём — так называемое бабье лето. При этом ночи уже холодные, в конце сентября — начале октября приходят первые заморозки. Но в последнее десятилетие сентябрь имеет тенденцию к повышению среднемесячной температуры до около летних значений, а сентябри 2018, 2023 и 2024 годов можно и вовсе назвать летними месяцами.
В начале октября осень полностью вступает в свои права. Обычно днём столбики термометров достигают +10..+12 °C, а ночью +4..+6 °C. В первой половине месяца ещё возможны возвраты тепла, когда днём до +15..20 °C, а ночью около +10 °C (в XXI веке такое тепло в октябре происходит почти ежегодно, и уже не считается аномальным). Но с середины октября погода уже окончательно берёт курс на зиму: становится особенно сыро и ненастно, световой день уже меньше 10 часов, всё чаще подмораживает по ночам, иногда выпадает первый снег (обычно лишь летящий в воздухе). Среднесуточная температура падает ниже +5 °C 20 октября. При этом нередко в третьей декаде октября — начале ноября в центр России приходит крупный антициклон, благодаря которому на несколько дней устанавливается достаточно высокая для этого времени температура воздуха — до +10..+15 °C.
Первый (временный) снежный покров образуется обычно в последних числах октября — первых числах ноября. Как правило, он сразу же сходит, поскольку почва ещё недостаточно остыла, а также в это время высока активность западного переноса, что позволяет среднесуточной температуре оставаться положительной.

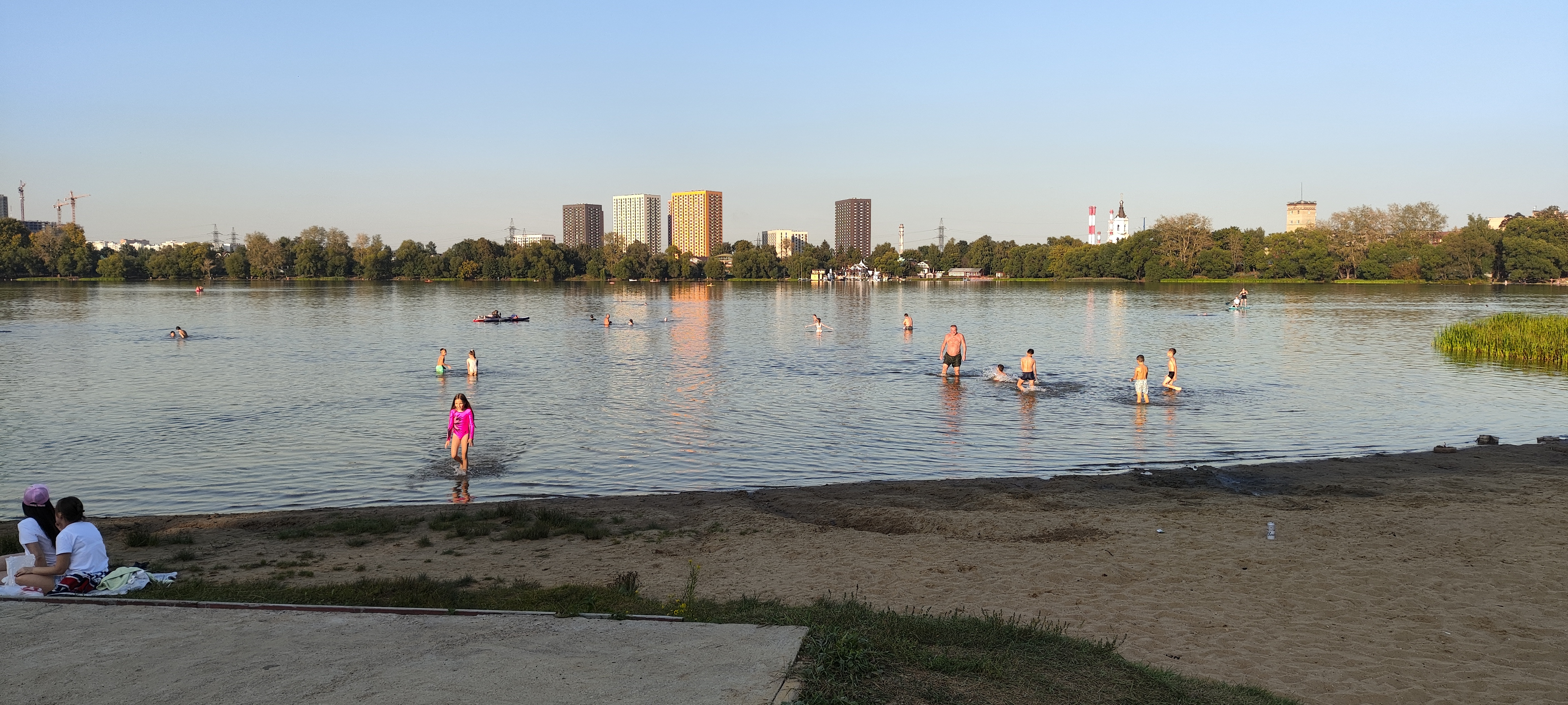
Пляж на озере Белое в Косино 7 сентября 2024

В ноябре резко преобладает пасмурная погода (из-за высокой влажности атмосферы), хотя во время прохождения антициклонов иногда устанавливается очень тёплая для ноября погода (до +10 °C и выше днём). В отдельные годы первый снег сопровождается гололёдом. Так было, в частности, 30—31 октября 2012 года, когда на Москву обрушился сильнейший ледяной дождь. Ледяной переохлаждённый дождь, идущий при отрицательной температуре воздуха, был отмечен в Москве и 3 ноября 2014 года. Среднесуточная температура опускается ниже 0 °C в середине ноября, а устойчивый снежный покров и общий зимний характер погоды устанавливается в конце ноября. Правда, в последние годы из-за изменения климата зима часто стала наступать позже нормы: в зимах 2005—2006, 2008—2009, 2009—2010, 2011—2012, 2014—2015, 2020—2021, 2021—2022 и 2024—2025 годов устойчивого снежного покрова и сильных морозов не было до начала или до середины декабря; в зиму 2015—2016 годов до конца декабря; в зимах 2006—2007, 2013—2014 и 2017—2018 до начала или до середины января; а в зиму 2019—2020 годов до конца января — начала февраля. Вместе с тем случались и годы аномально раннего установления снежного покрова и наступления зимы (1993 — конец октября, 2007 — начало ноября, 2016 — конец октября).      
Сентябрь 2024 года в Москве стал самым тёплым за всё время метеонаблюдений с 1779 года со среднемесячной температурой +17,1 °C (прежний рекорд составлял +17,0 °C и принадлежал 1847 году, т.е. рекорд был побит на минимально возможные 0,1 °C). 
Средняя температура календарных осенних осенних месяцев, норма 1991—2020
| Показатель      | Сен. | Окт.  | Нояб. | Осень |
| --------------- | ---- | ----- | ----- | ----- |
| Абс.макс, °C    | 32,3 | 24    | 16,2  | 32,3  |
| Ср.сут.макс, °C | 16,4 | 8,9   | 1,6   | 9     |
| Средняя, °C     | 11,9 | 5,8   | −0,5  | 5,7   |
| Ср.сут.мин, °C  | 8,0  | 3,0   | -2,4  | 2,9   |
| Абс.мин, °C     | -8,5 | -20,3 | −32,8 | -32,8 |

## Изменение климата

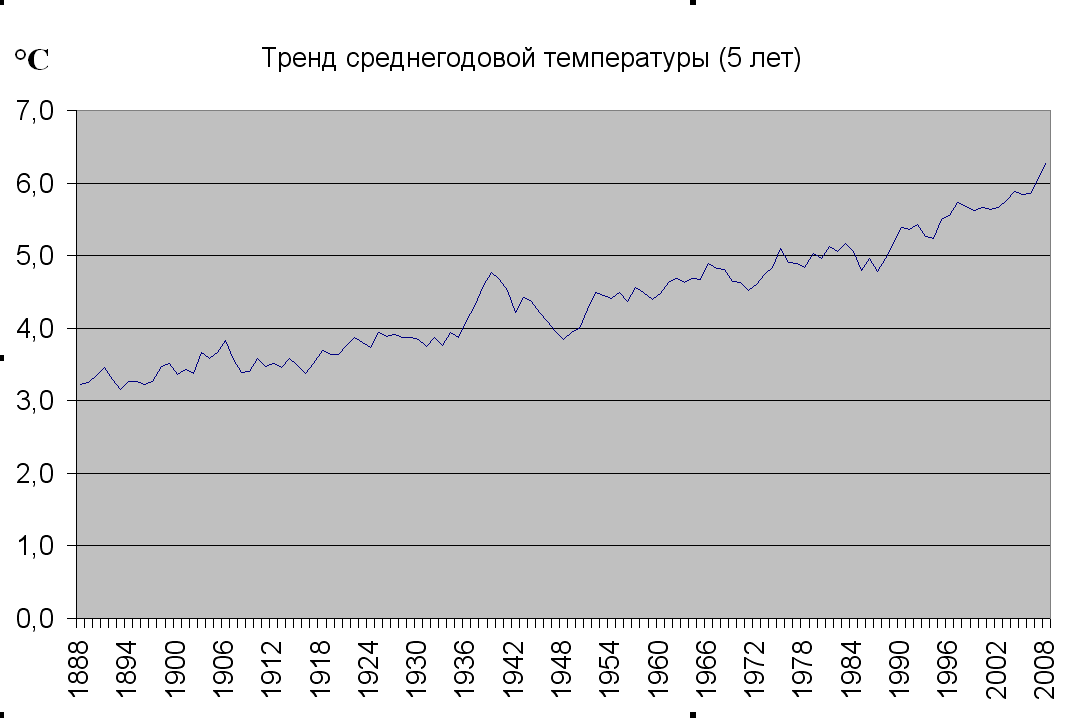
Значения среднегодовой температуры в Москве, осредняемые за 5-летний цикл

В последние десятилетия, особенно с 1970-х годов климат города становится теплее, растёт среднегодовая температура Причинами этого процесса могут быть как глобальное потепление, так и естественная цикличность климата, а также продолжающийся рост города (увеличение численности населения, количества автомобилей и т. д.).
Среднегодовая температура за десятилетия :
- 1960—1969 — +4,6 °C
- 1970—1979 — +5,0 °C
- 1980—1989 — +5,2 °C
- 1990—1999 — +5,6 °C
- 2000—2009 — +6,3 °C
- 2010—2019 — +6,7 °C

### Использование различных климатических норм
С 2011 года для характеристики современного климата Москвы могут использоваться нормы ряда 1981—2010. Однако основными (официальными) климатическими нормами, согласно указаниям всемирной метеорологической организации, остаются нормы, вычисленные за период 1961—1990. При этом следует помнить, что «официальность» норм — понятие весьма субъективное, и ВМО допускает использование норм за период 1971—2010, 1981—2010. Также многие гидрометеорологические службы европейских стран (британский МЕТОФИС) и американская NOAA для характеристики современного климата перешли на нормы 1981—2010. При этом консервативный российский Гидрометцентр из-за недостаточного финансирования и отсутствия ряда квалифицированных кадров не производит перерасчёт норм за новые периоды. Так, нормы, которые были рассчитаны за периоды 1971—2000 и тем более 1961—1990, не могут более характеризовать климат Москвы, не отвечают критериям объективности ввиду неоспоримых изменений климата и роста среднегодовой температуры.
По нормам 1981—2010 самым холодным месяцем является февраль (а не январь, как ранее). Это связано с тем, что к февралю активность Атлантики идёт на спад, и поток циклонов уменьшается. Увеличивается повторяемость антициклонов, которые приносят морозную и сухую погоду.

## Осадки

### Среднее количество дней с твёрдыми, жидкими и смешанными осадками
Самыми сухими месяцами года в Москве являются март и апрель. Наибольшее же количество осадков выпадает в июне, июле и августе
| Вид осадков | Янв | Фев | Мар | Апр | Май | Июн | Июл | Авг | Сен | Окт | Ноя | Дек | Год |
| Твёрдые     | 20  | 16  | 11  | 1   | 0,1 | 0   | 0   | 0   | 0   | 3   | 10  | 18  | 79  |
| Смешанные   | 5   | 4   | 6   | 5   | 0,5 | 0   | 0   | 0   | 0,6 | 4   | 8   | 7   | 39  |
| Жидкие      | 0,8 | 0,8 | 3   | 10  | 12  | 14  | 14  | 14  | 15  | 12  | 6   | 2   | 103 |
| ----------- | --- | --- | --- | --- | --- | --- | --- | --- | --- | --- | --- | --- | --- |

### Снежный покров
| Месяц             | Окт | Ноя | Дек | Янв | Фев | Мар | Апр | Май |
| ----------------- | --- | --- | --- | --- | --- | --- | --- | --- |
| Число дней        | 3   | 16  | 28  | 31  | 28  | 28  | 4   | 0   |
| Высота (см)       | 0   | 3   | 13  | 26  | 35  | 29  | 2   | 0   |
| Макс. высота (см) | 19  | 25  | 45  | 63  | 72  | 78  | 65  | 0   |

### Среднее количество дней с различными явлениями
| Месяц           | Янв | Фев | Мар  | Апр  | Май  | Июн  | Июл | Авг | Сен | Окт  | Ноя  | Дек | Год |
| Дождь           | 8   | 6   | 9    | 15   | 16   | 16   | 15  | 16  | 16  | 17   | 13   | 8   | 155 |
| Снег            | 25  | 23  | 15   | 6    | 1    | 0    | 0   | 0   | 0,3 | 5    | 17   | 24  | 116 |
| Туман           | 0,2 | 0,4 | 0,3  | 1    | 0,2  | 0,3  | 1   | 1   | 1   | 1    | 1    | 1   | 8   |
| Мгла            | 0   | 0,2 | 0,1  | 0,1  | 0,03 | 0,03 | 0,3 | 1   | 1   | 0,1  | 0,03 | 0   | 3   |
| Гроза           | 0,2 | 0,1 | 0,3  | 1    | 3    | 7    | 7   | 4   | 1   | 0,3  | 0,1  | 0   | 24  |
| Метель          | 4   | 4   | 2    | 0,1  | 0    | 0    | 0   | 0   | 0   | 0,3  | 1    | 3   | 14  |
| Гололёд         | 1   | 1   | 0,4  | 0,03 | 0    | 0    | 0   | 0   | 0   | 0,2  | 1    | 2   | 6   |
| Изморозь        | 1   | 2   | 0,3  | 0,03 | 0    | 0    | 0   | 0   | 0   | 0,03 | 1    | 2   | 6   |
| Налипание м. с. | 0,1 | 0,1 | 0,03 | 0    | 0    | 0    | 0   | 0   | 0   | 0,03 | 0,2  | 0,1 | 1   |
| --------------- | --- | --- | ---- | ---- | ---- | ---- | --- | --- | --- | ---- | ---- | --- | --- |

## Ветер

### Скорость ветра
| Месяц                | Янв | Фев | Мар | Апр | Май | Июн | Июл | Авг | Сен | Окт | Ноя | Дек | Год |
| -------------------- | --- | --- | --- | --- | --- | --- | --- | --- | --- | --- | --- | --- | --- |
| Скорость ветра (м/с) | 2,5 | 2,5 | 2,5 | 2,5 | 2,2 | 2,1 | 1,9 | 1,8 | 2,0 | 2,4 | 2,5 | 2,6 | 2,3 |

Среднегодовая скорость ветра в Москве составляет 2,3 м/с или 8,3 км/ч. В холодное время года скорость ветра выше, чем в тёплое. Самым ветреным месяцем является декабрь. Самая большая скорость ветра в Москве (30 м/с или 108 км/ч) была отмечена 29 мая 2017 года.

## Облачность
Самым ясным месяцем в году в Москве обычно является май, а самыми облачными — октябрь, ноябрь и декабрь. Самым пасмурным месяцем за всю историю наблюдений стал декабрь 2017 года, когда за 31 день было всего 6 минут солнечного света (см. таблицу). В целом же за год в Москве бывает 91 ясный, 172 облачных и 102 пасмурных дня.

### Среднее количество ясных, облачных и пасмурных дней
| Месяц     | Янв | Фев | Мар | Апр | Май | Июн | Июл | Авг | Сен | Окт | Ноя | Дек | Год |
| Ясных     | 8   | 9   | 10  | 8   | 11  | 7   | 8   | 10  | 8   | 5   | 3   | 4   | 91  |
| Облачных  | 11  | 10  | 12  | 17  | 16  | 20  | 20  | 17  | 16  | 14  | 9   | 10  | 172 |
| Пасмурных | 12  | 9   | 9   | 5   | 4   | 3   | 3   | 4   | 6   | 12  | 18  | 17  | 102 |
| --------- | --- | --- | --- | --- | --- | --- | --- | --- | --- | --- | --- | --- | --- |